# Трёхсвятительский крещёно-татарский монастырь
Трёхсвятительский крещёно-татарский монастырь (до 1911 года — скит) — мужская православная «крещёно-татарская» (крещенская, кряшенская) монашеская обитель, действовавшая в начале XX века в Лаишевском уезде Казанской губернии.

## Основание

### У истоков создания скита (монастыря)
Инициатором создания будущего Трёхсвятительского крещёно-татарского монастыря в Лаишевском уезде Казанской губернии, как — позднее — и женской Покровской просветительной крещёно-татарской общины в Мамадышском уезде той же губернии, являлся последователь и продолжатель дела выдающегося русского миссионера Н. И. Ильминского — архимандрит Казанского Спасо-Преображенского монастыря (впоследствии — епископ Мамадышский) Андрей (князь А. А. Ухтомский).
Известный чувашский учёный-историк и этнограф Н. В. Никольский писал в 1912 г.:
Изучая быт крещёных татар, Преосвященный Андрей увидел, что среди крещёных татар уже настало время насаждать монашество, что было, конечно, немыслимо 50 лет тому назад в виду отступнических движений среди них.
Начало будущей монастырской обители положил Трёхсвятительский скит при Казанском Спасо-Преображенском монастыре, основанный близ деревни Малое Некрасово Лаишевского уезда (в сорока верстах на восток от уездного города Лаишев) — на земле, которую пожертвовал мещанин города Алатырь Василий Львович Симбирин, проживавший в той же местности (на расстоянии одной версты от скита). Несмотря на свой преклонный возраст (в 1912 г. В. Л. Симбирину исполнился 81 год), он с самого начала являлся покровителем монастыря, строго следя за его состоянием.
В некоторых архивных источниках и публикациях в качестве даты его основания называется 1903 г. Так, в клировой «Ведомости Крещёно-татарского Трёхсвятительского Скита, Храмах, оного зданиях, угодьях и документах за 1910-й год» сообщается, что: «Основание крещёно-татарского Трёхсвятительского Скита положено в 1903 году, в Царствование Императора Николая II-го по благословению бывшего Архиепископа Казанского и Свияжского Димитрия, для усиления средств религиозно-нравственного просвещения среди инородческого крещёно-татарского населения». Однако, по мнению исследователя истории Трёхсвятительского крещёно-татарского монастыря историка И. Е. Алексеева, фактическое основание скита, судя по всему, произошло только в 1905 г.

### Торжественная закладка
Торжественная «закладка» Трёхсвятительского крещёно-татарского скита состоялась 24 июля (6 августа) 1905 г.
Как вспоминал почти через пять лет " И. И. " (" I. И. ") в опубликованной в журнале «Сотрудник Братства святителя Гурия» статье «Из жизни крещенского скита», «накануне и в самый день закладки» со всех концов Лаишевского и Мамадышского уездов к обозначенному месту стекались русские и «крещёные татары»: «Толпами шли и ехали крестьяне: старики, старухи, взрослые мужчины и женщины, даже и детей не оставили дома в такой выдающийся день. У всех были радостные лица; всюду оживлённо беседовали о предстоящем торжестве. Особенно радовались крещёные татары, что и в их крае будет монастырь, в котором службы всецело будут отправляться на их родном языке, тогда как в приходских церквах службы выполняются наполовину по-русски, наполовину по-татарски, а по-русски большинство кряшен не понимает».
В этот день в приходской церкви села Байтеряково Лаишевского уезда была совершена Божественная литургия, по окончании которой на место закладки («вёрст за пять») с песнопениями направился крестный ход, возглавляемый архимандритом Андреем (князем А. А. Ухтомским) и другими представителями православного духовенства. Наконец, шествие достигло цели.
" И. И. " (" I. И. ") так писал об этом:
Началось молебствие, далеко разносилось стройное пение русского хора. Но вот послышалось не менее стройное пение и крещенского хора на родном языке. Велика была радость кряшен по случаю этого торжества. Многие из них, а особенно старики и старухи, проливали горячие радостные слёзы и, как видно было по выражениям их лиц, возносили пламенные молитвы Всевышнему... Во время этого молебна при чудном летнем дне прошёл три раза дождь: в самом начале молебна, во время Евангелия и во время последней молитвы, когда народ стоял на коленях. Это произвело на всех большое впечатление, потому что дождь считается среди народа явлением милости Божией.
По окончании службы архимандрит Андрей (князь А. А. Ухтомский) произнёс речь, в которой говорил о значении монастырей и монастырской жизни, обратившись при этом «с увещеваниями и просьбой к подвижникам, намеревающимся жить в будущем ските, чтобы они вели жизнь приличествующую братии во Христе и подобающую сану иноков». При этом он «наложил проклятие на все спиртные напитки на этом святом месте, из которого должны идти только уроки святой жизни, а не соблазнительные примеры жизни дурной, которых много и без монастырей».
Вслед за отцом-архимандритом речь «на крещёно-татарском языке» сказал священник села Гороховое Поле (впоследствии — священник села Серда Лаишевского уезда) Архип Иларионов, ознакомивший собравшихся «с деятелями, старавшимися о постройке монастыря», рассказавший «о благодетелях, о первых просветителях инородцев Казанского края — св[ятителе] Гурие, св[ятителе] Варсонофие, св[ятителе] Германе», о Казанской центральной крещёно-татарской школе, «как о первом рассаднике образования среди инородцев крещ[ёных] татар», о трудах Н. И. Ильминского и священника о. В. Т. Тимофеева, и, «наконец, о значении только что заложенного крещёно-татарского скита».

### Храм, постройки, территория
20 декабря (2 января) 1906 г. архимандрит Андрей (князь А. А. Ухтомский) освятил отстроенный на освящённой им же ранее земле «главный» деревянный скитский храм Во имя трёх святителей Казанских Гурия, Варсонофия и Германа, Казанских чудотворцев.
Кроме него, к 1910 г. в ските уже имелось также четыре деревянных одноэтажных корпуса.
Как значилось в «Ведомости Крещёно-татарского Трёхсвятительского Скита, Храмах, оного зданиях, угодьях и документах за 1910-й год», обитель располагалась на территории площадью в десять десятин. Кроме этого, в её владении находилось «в трёх местах, при селе Гремячка и при деревне Пашиной» 43 десятины 620 квадратных саженей пахотной земли.
В своей «Путевой заметке», опубликованной в № 14 от 2 (15) апреля 1911 г. «Сотрудника Братства святителя Гурия», А. Алякринский так описывал эту обитель: «Скит представляет собой как бы небольшой хуторок, в котором находится небольшая же деревянная церковь во имя Святителей Казанских и четыре одноэтажных деревянных корпуса для братии. Тут жительствует заведующий скитом иеромонах Серафим и другой иеромонах, командированный временно на помощь о. заведующему, один иеродиакон и 23 послушника. Вся братия скита состоит из крещёных татар, за исключением о. заведующего, но и он прекрасно знает татарское наречие».

## Братия скита (монастыря)

### Настоятели и заведующие скита
Вопрос о том, кто был первым заведующим Трёхсвятительского крещёно-татарского скита, пока до конца не прояснён. В ряде источников его настоятелем и заведующим назывался архимандрит (затем — епископ) Андрей (князь А. А. Ухтомский). Он же, по мнению историка И. Е. Алексеева, лично подбирал и все «кадры» для будущего монастыря, поэтому «случайных людей» в нём не было.
12 (25) ноября 1907 г. в скит был определён «бельцом» пожилой протоиерей Глеб Иванович Ляпидовский (предположительно 1836 г. рождения) — сын священника Иоанна Матвеевича Ляпидовского — одного из сподвижников и помощников Н. И. Ильминского, избранного им для миссионерского служения в «крещёно-татарских» селениях. Как и его отец, Г. И. Ляпидовский хорошо владел татарским языком.
9 (22) декабря 1907 г. Г. И. Ляпидовский был пострижен в Трёхсвятительском крещёно-татарском ските в монашество с наречением имени Гурий. Имеются сведения, что 15 (28) декабря 1907 г. Гурий (Г. И. Ляпидовский) был также назначен и. д. заведующего скитом. 17 (30) декабря 1907 г. он был определён на должность и. д. благочинного инородческих монастырей 3-го округа Казанской епархии, 6 (19) января 1908 г. возведён в сан игумена, а 20 июня (3 июля) 1909 г. — архимандрита.
Но «командовал» скитом он относительно недолго. Уже 23 июля (5 августа) 1909 г. Гурий (Г. И. Ляпидовский) был определён казначеем и заведующим заштатного Казанского Иоанно-Предтеченского мужского монастыря. Одновременно с этим ему было поручено «заведование благочинническими делами монастырей по 1-му округу» Казанской епархии. 12 (25) сентября 1909 г. Гурий (Г. И. Ляпидовский) был утверждён Святейшим Правительствующим Синодом в должности настоятеля Казанского Иоанно-Предтеченского мужского монастыря.
26 апреля (9 мая) 1910 г., в соответствии с представлением епископа Андрея (князя А. А. Ухтомского), заведующим скитом был назначен иеромонах Серафим (Евфимий Семёнов) (возраст, по состоянию на 1910 г., 47 лет), которому в дальнейшем довелось стать свидетелем разорение обители и лично пострадать от богоборческой власти. В Трёхсвятительский крещёно-татарский скит иеромонах Серафим (Е. Семёнов) был переведён из Уфимской епархии по просьбе епископа Андрея (князя А. А. Ухтомского) и по его собственному желанию 20 февраля (5 марта) 1906 г. Согласно одной из записей, он был «принят на службу в Казанскую епархию с зачислением в братию сего монастыря для служения в Трёхсвятит[ельском] ските» 20 марта (2 апреля) 1907 г.

### Монахи и послушники
В числе тех, кто отправился в 1907 г. поднимать скитскую «целину», помимо Серафима (Е. Семёнова) и Гурия (Г. И. Ляпидовского), удалось обнаружить упоминания об иеродиаконе Иоанне (Иоакиме Красильникове), которому, по состоянию на 1906 г. было 36 лет, указном послушнике Василии Метелеве и послушнике Петре Нестерове.
«И.И.» («I.И.») писал в № 34 от 24 июня (7 июля) 1910 г. журнала «Сотрудник Братства святителя Гурия»:
Теперь в Трёхсвятительском Ските два иеромонаха, иеродиакон и до тридцати человек послушников. Жизнь безукоризненно трудовая и страшно суровая в отношении и молитвы, и пищи.
Согласно клировой ведомости Трёхсвятительского крещёно-татарского скита за 1910 г., в это время здесь «постоянно» проживали: один иеромонах — заведующий скитом — Серафим (Е. Семёнов), один иеродиакон — Герман (Пётр) (рукоположён 5 /18/ августа 1910 г.) и двадцать четыре послушника, в том числе — четверо рясофорных (все облечены в рясофор 8 /21/ сентября 1910 г.).
Среди рясофорных послушников значились: 50-летний Ефрем Евграфов («Евграпов») — отставной солдат из села Большое Тябердино Цивильского уезда Казанской губернии, Прокопий Ильин — из крестьян деревни Серда Лаишевского уезда, 27-летний Пётр Матвеев, 32-летний Филипп Моисеев — из крестьян села Старое Тябердино Цивильского уезда.
Сохранились имена и других тогдашних послушников — это: 14-летний Илларион («Иларион») Алексеев — из крестьян села Большое Тябердино Цивильского уезда, 31-летний Павел Егоров (управлял на клиросе) — из крестьян того же села, 20-летний Антон Ефремов — из крестьян деревни Казаклар Лаишевского уезда, 13-летний Василий Ефремов — из крестьян села Большое Тябердино Цивильского уезда, 22-летний Николай Иванов — из крестьян села Старый Карабаян Лаишевского уезда, 14-летний Порфирий Иванов — из крестьян деревни Степная Кондрата Чистопольского уезда Казанской губернии, 22-летний Иван Иларионов — из крестьян деревни Казаклар Лаишевского уезда, 23-летний Алексей Кузьмин — из крестьян села Елово Елабужского уезда Вятской губернии, 45-летний Матвей Макаров — из крестьян села Никифорово Мамадышского уезда, 16-летний Михаил Наумов — из крестьян деревни Старая Кондрата Чистопольского уезда, 30-летний Александр Николаев — из крестьян села Мелекес Мензелинского уезда Уфимской губернии, 45-летний Иван Николаев — из села Старый Карабаян Лаишевского уезда, «свещник» Кирилл Семёнов — из крестьян того же села, 70-летний Николай Семёнов — из крестьян села Верхний Багряж Мензелинского уезда, 19-летний Игнатий Степанов — из крестьян деревни Верхний Шурняк Елабужского уезда, 70-летний Яков Степанов (заведовал трапезой) — из крестьян деревни Алан-Полян Лаишевского уезда, 26-летний Василий Супонов — из деревни Кибеч (Кибечи) Лаишевского уезда, 68-летний Наум Тимофеев — крестьянин села Мелекес Мензелинского уезда, 27-летний Пётр Фёдоров («Феодоров») — из крестьян деревни Ковали Лаишевского уезда, 18-летний Степан («Стефан») Филиппов («Филипов») — из крестьян деревни Алан-Полян Лаишевского уезда. Шесть человек из общего числа послушников были неграмотными.

## Духовная жизнь скита (монастыря)

### Молитвенный подвиг
Часть богослужения в Трёхсвятительском крещёно-татарском ските совершалась на «крещёно-татарском», а часть — на церковнославянском языках.
По словам А. Алякринского, среди тех, кто стекался поговеть в монастырь, помимо «крещёных татар», «довольно значительный элемент» составляли и русские. Народу набиралось «более 300 человек», и всем им братией радушно предлагалось помещение, «а желающим безвозмездно отпускался даже кипяток и квас». При этом скит, обитатели которого были известны своей праведной, трезвой жизнью, оказывал заметное благотворное нравственное влияние и на жителей окрестных населённых пунктов.
«В ближайшем к скиту селе Шумовке, — отмечал, в частности, А. Алякринский, — как я слышал от одного крестьянина, было человек до 10 завзятых пьяниц и курильщиков, и они бросили это позорное поведение, побывав лишь несколько раз в скиту и приняв благословение у батюшки».
Показательно, что уже в 1910 г. епископ Андрей (князь А. А. Ухтомский) выдвинул план превращения Трёхсвятительского крещёно-татарского скита в центр религиозно-духовного просвещения «крещёных татар» не только в Казанской епархии, но и во всём Поволжье.
«Существующий в Казанской епархии Крещёно-Татарский Трёхсвятительский Скит мог бы иметь громадное значение и не для одной епархии, но для этого нужно нечто, что позволяло бы этому скиту усилить свою деятельность и расширить своё влияние, но главным образом без ущерба для своей внутренней жизни», — писал «Миссионер» в № 27 — 28 от 22 мая (4 июня) 1910 г. «Сотрудника Братства святителя Гурия».
В связи с этим необходимо было решить весьма затруднительный для церкви вопрос о создании «районной организации миссии среди инородцев одного языка», который, согласно заключению того же автора, являлся «очень острым в виду двух причин: крайней ограниченности деятелей на миссионерском поприще вообще и канонического воспрещения духовенству одной епархии священнодействовать в другой».
Со времени появления в Лаишевском уезде Трёхсвятительского крещёно-татарского скита произошло ощутимое укрепление в православии местных «крещёных татар». Как писал в своём рапорте от 25 января (7 февраля) 1914 г. архиепископу Казанскому и Свияжскому Иакову (И. А. Пятницкому) «благочинный 3-го округа, Лаишевского уезда», священник Владимир Нечаев, «новых уклонений» среди них, благодаря Господу Богу, «нет и не предвидится».
Однако, несмотря на это, в силу целого ряда обстоятельств (связанных, в первую очередь, с революционными потрясениями) до уровня регионального духовного «крещенского» центра первый «крещёно-татарский» скит (монастырь) так и не дорос.

### Переводческо-издательская деятельность
Об издательской деятельности Трёхсвятительского крещёно-татарского скита (монастыря) сохранились отрывочные сведения.
Так, например, в № 52 от 30 октября (12 ноября) 1910 г. «Сотрудника Братства святителя Гурия» был анонсирован выход из печати «в ближайшем времени» пяти выпусков «Училища Благочестия» на «крещёно-татарском языке», обозначенных как «издание Трёхсвятительского Крещёно-Татарского Скита». «Желательно, — говорилось там же, — распространение этого издания среди крещёных татар Вятской, Уфимской и Оренбургской губерний. — Об этом просит и Братия Крещенского Скита, затратившая на издание большую сумму. Цена одного выпуска от 15 до 25 копеек».
В дальнейшем среди скитских изданий, помимо выпусков «Училища Благочестия», упоминалось также «Таинственное толкование на литургию — Блаженнейшего Симеона, Митрополита Солунского» (1910 г.).

## Преобразование скита в монастырь
Новая страница в истории обители была открыта в 1911 г., с обретением ею статуса монастыря.
29 июля (11 августа) 1911 г. был издан указ Святейшего Правительствующего Синода о переводе епископа Андрея (князя А. А. Ухтомского) из Казани в Сухум. В тот же день последний направил архиепископу Казанскому и Свияжскому Иакову (И. А. Пятницкому) прошение с просьбой назначить иеромонаха Серафима (Е. Семёнова) исправляющим должность настоятеля нового монастыря и «приказать ему принять от меня в своё заведование бывшее скитское хозяйство». А уже через несколько дней казанский архиерей наложил на данное прошение соответствующую утвердительную резолюцию.
Прощание епископа Андрея (князя А. А. Ухтомского) с одним из его любимых духовных детищ состоялось 31 июля (13 августа) — 1 (14) августа 1911 г. В первый из этих дней — за литургией в Трёхсвятительском крещёно-татарском монастыре, где были пострижены в монашество двое послушников с именами Антония и Феодосия, епископ Андрей (князь А. А. Ухтомский) произнёс прочувственное «слово», в котором напутствовал насельников на молитвенные труды. А 1 (14) августа 1911 г., оставляя обитель, он попрощался с его обитателями и попросил у них прощения.
Основой «большой прощальной беседы с братией» стало написанное рукой епископа Андрея (князя А. А. Ухтомского) «Наставление Трёхсвятительскому Крещёно-татарскому Монастырю», которое на память о его «последнем посещении» и «в постоянное назидание» было помещено монахами «на стене своего храма».
Наставление епископа Андрея (князя А. А. Ухтомского) заканчивалось словами:
Храните свою святую обитель в мире и радости, чтобы ваши недоброжелатели видели святую жизнь вашу и усрамились и прославили Господа, Которому вы пришли сюда служить. Господь – упование ваше, Ему же слава во веки. Аминь.
Перемещение владыки, активнейшим образом покровительствовавшего «крещенам» и, в особенности, Трёхсвятительскому крещёно-татарскому монастырю, понизило уровень поддержки последнего. Однако после перемещения епископа Андрея (князя А. А. Ухтомского) в Сухум обитель не оказалась обделена вниманием казанского духовного начальства.
Известно, в частности, что 21 июля (3 августа) 1912 г. монастырь посетил епископ Чистопольский, ректор Казанской духовной академии Анастасий (А. И. Александров), выразивший после молебна и многолетия в обращённом к местной братии приветствие, как свидетельствовал Н. В. Никольский, «в задушевных словах» своё удовольствие той миссией, «какую несёт на себе монастырь среди мусульманского населения», одобривший все его начинания и пожелавший обители «преуспеяния и в будущем».

## Разорение монастыря
В своём «Докладе о состоянии 3-го благочиния монастырей Казанской епархии. 1917 г.» от 28 мая 1918 г. Казанскому Епархиальному Совету благочинный монастырей третьего округа архимандрит Андроник (А. Г. Богословский) отмечал, в частности, что «1917 г. был для обитателей всего благочиния весьма печальным». «Все обители, — уточнял он, — подверглись разорению со стороны революции. Обители собирались и улотшались благотворителями многими годами, а разрушение их последовало в несколько месяцев. Чтобы исправить их в прежнем виде нужны большие средства, которых не имеется. Во всех обителях усилена молитва с упованием на помощь небесную».
Как следует из того же доклада архимандрита Андроника (А. Г. Богословского), в Трёхсвятительском крещёно-татарском монастыре тогда имелся один деревянный храм, «снабжённый всеми церковными и богослужебными принадлежностями», пять деревянных одноэтажных корпусов и один двухэтажный деревянный корпус с деревянными пристройками. Оградой монастырь обнесён не был. Кроме этого, в селе Рыбная Слобода монастырю принадлежал дом с деревянными постройками. В общине числилось тринадцать человек: настоятель, два иеромонаха, два иеродиакона, один монах, три рясофорных послушника и четыре «проживающих по паспорту».

### Крестьянские погромы
1 ноября 1917 г. на принадлежавший монастырю хутор, находившийся в восьми верстах от него, нагрянули крестьяне из трёх обществ: деревень Шатки, Верхние Меретяки и села Крещёные Казыли Казыльской волости Лаишевского уезда. «Экспроприаторы» разграбили всё движимое монастырское имущество, подожгли «соломенные строения», а «ценные постройки разложили и увезли по домам».
4 ноября 1917 г. митрополиту Иакову (И. А. Пятницкому) был представлен «Список страховой оценки» разграбленного и уничтоженного имущества. За один день монастырь лишился молотильного и двух запасных хлебных сараев, деревянного корпуса и шести строений и бани, был подожжён дом для рабочих. Крестьяне растащили по брёвнам даже непокрытую деревянную церковь, что было делом не только преступным, но и кощунственным. Тащили всё, что попадалось под руку: муку, картофель, квашенную капусту, сено, дрова, сковороды, чайники, самоварные трубы, варежки, носки, стулья, подушки, шали, заслонки… Не побрезговали даже пятнадцатью парами лаптей, тридцатью шестью парами веников и десятью парами мётел.
2 ноября 1917 г., пытаясь предотвратить вторую волну грабежей, игумен Серафим (Е. Семёнов) обратился к старосте деревни Малое Некрасово А. И. Карпову, «чтобы он содействовал при монастыре от погрома». Однако произошло обратное. «Между тем, — отмечал настоятель, — он на место защиты начал сам таскать из монастыря монастырские движимые имущества; смотря на [н]его, все крестьяне, мужики и бабы, начали таскать каждый себе».
Были «обчищены» кельи иеродиаконов Германа и Макария, иеромонахов Анания и Феодосия, послушника Кирилла Семёнова и других обитателей монастыря. Самой большой потерей на этот раз стали четыре лошади и три коровы (общей стоимостью 11 тысяч рублей), которых 10 ноября 1917 г. «увели татары дер[евни] Ст[арый] Арыш». Кроме того, как констатировал в упомянутом выше докладе архимандрит Андроник (А. Г. Богословский): «Все земельные угодья монастыря реквиз[ир]ованы за исключением огородов».
Указывая на особенности этих погромов, историк И. Е. Алексеев отмечал:
В феврале 1918 г. — после небольшой передышки — разгром монастыря продолжился с новой силой. Причём, из крестьянского «интернационала» наиболее стойкими и твёрдыми в своём намерении довести дело до «победного конца» оказались татары, что неоднократно подчёркивается в сохранившихся документах. Следует предположить в связи с этим, что, помимо прочего, противостояние между местными жителями и монастырём (как и в случае с Покровской просветительной крещёно-татарской женской общиной) приобрело ещё и межконфессиональный оттенок.
По свидетельству игумена Серафима (Е. Семёнова), 15 февраля 1918 г. в монастырь приехали четыре человека из деревни Малое Некрасово и «начали класть на лошадь движимое имущество, принадлежавшее монастырю и монахам». Будучи замеченными, они попытались сбежать с места преступления: троим «экспроприаторам» удалось это сделать, а четвёртого задержали «вместе с лошадью». Однако сбежавшие из монастыря крестьяне «съездили в татарскую деревню Старые Арыши и попросили знакомых татар ехать с ними в монастырь», из которого уже послали за милиционерами.
«На призыв русских, — сообщал настоятель, — татары согласились явиться в монастырь и приехали во главе сельских старост: деревни Малого Некрасова и дер[евни] Старых Арыш; среди них были солдаты с винтовками и ручными бомбами». Нагрянув 16 февраля 1918 г. в монастырь, налётчики потребовали освобождение задержанного сообщника, что и было исполнено, но, не удовлетворившись этим, они снова начали погром: «таскали из келий братий, а, главным образом, настоятеля».
«Присутствовавшие три милиционера, — писал игумен Серафим (Е. Семёнов), — не могли противодействовать грабящим. Последние наносили побои монахам, грозили даже убийством, если они не удалятся из монастыря. Подобные наезды стали совершат[ь]ся почти ежедневно; причём, высказывались угрозы, что всех их перебьют, а постройки с храмом включительно будут сожжены».
20 февраля 1918 г., «по донесению о случившемся», прибыл начальник участковой милиции с двадцатью милиционерами «для отобрания разграбленного имущества», но он так и не смог сделать этого «вследствие сильного сопротивления со стороны грабивших татар дер[евни] Старых Арыш».

### «Экспроприация» монастырской собственности, арест братии
Вслед за крестьянами, разорять монастырь принялись органы советской власти. В мае 1918 г. Бетьковский волостной Совет отнял у монастыря сельскохозяйственный инвентарь (четырёхконную молотилку, три веялки, две жатвенные машины, четыре плуга, пять телег, двое весов, шесть железных борон), а также пожарную машину. Кроме этого, тем же Советом были реквизированы двадцать две постройки, о чём 29 мая 1918 г. митрополиту Иакову (И. А. Пятницкому) был представлен «Список страховой оценки».
24 ноября (7 декабря) 1918 г. в монастырь с отрядом приехал председатель Анатышского волостного Совета Бикеев, который «всю братию, начиная с Настоятеля Монастыря Игумена Серафима, до младших, всего один[н]адцать человек», арестовал и увёз в город Лаишев. Там обитателей монастыря заключили в тюрьму, где они просидели четыре недели. Остальных же, «младших послушников», возрастом моложе тридцати лет, отпустили по домам. 24 декабря 1918 г. (6 января 1919 г.) десять человек, кроме настоятеля игумена Серафима (Е. Семёнова), выпустили из тюрьмы. В период его отсутствия обязанности настоятеля монастыря временно исполнял казначей Макарий.
С 7 декабря 1918 г. по 6 января 1919 г. церковные службы в монастыре не проводились. Представители советской власти отобрали ключи от церковных, монастырских и братских помещений, поставив от себя караульщиков-солдат, а также увезли часть оставшегося не разграбленным имущества. Чтобы попасть в них, монахи пять раз ездили за ключами, но так их и не получили. По указанию «товарища Бикеева» из монастыря были увезены: серебряный напрестольный крест, серебряный священный потир («вероятно с дискосом, звездицами и лжицом»), не оказались на местах «несколько кусков церковных ковров», новая поперечная пила, два тулупа и один азям. Причём, азям и один тулуп потом всё же вернули, а ещё одного «реквизированного» тулупа (который провожавший монахов помощник Бикеева «взял при начальнике тюрьмы товарище Герасимове») обитатели монастыря так и не дождались. Одновременно при обыске монастыря представители советской власти «изъяли» и увезли с собой бутылки с церковным вином, постным маслом, лампы, самовары и прочее, а также увели двух лошадей с упряжками.
Были основательно разграблены «помещения», где проживали иеромонахи Ананий, Феодосий и иеродиакон Макарий: «представители власти» тащили всё, что попадалось на глаза, от наперсного креста, подсвечников и книг до ниток, стелек, карболового масла и спичек. «Ещё по какому-то случаю», как свидетельствовал временно исполнявший обязанности настоятеля монастыря, казначей Макарий, кто-то из «товарищей» выстрелил из винтовки «чрез окно вниз с левой стороны» в икону Пресвятой Богородицы «Живоносный Источник», находившуюся в монастырской часовне. Кроме того, пулей оказался пробит и находившийся возле церкви фонарь.
«Марта 10 дня [ 1919 г.], — сообщал отпущенный позднее игумен Серафим (Е. Семёнов), — по приезде моём из тюрьмы, Военный Комиссар Архипов и Председатель Анатышского Совета Бикеев приехали и увезли всю Библиотеку, стоимостью по прежним ценам на 3500 руб[лей], ещё церковные Платки и Пелены для украшения Аналои».
Разгром монастыря завершился 18 марта 1919 г., когда в него нагрянул «какой-то Комиссариат по земельным делам». Очередные представители советской власти «все помещения освободили», оставив обитателям монастыря только одно из них, а также объявили монахам, что при монастыре будет действовать «Советская Экономия» и скоро сюда «приедут и приселятся» коммунисты. Чтобы не допустить такого исхода, игумен Серафим (Е. Семёнов) 21 марта 1919 г. обратился к благочинному монастырей третьего округа Казанской епархии архимандриту Андронику (А. Г. Богословскому) с просьбой доложить о произошедшем епархиальному начальству.
Сохранилась резолюция без подписи, датированная 11 (24) марта 1919 г. (день рассмотрения документов) и 12 (25) марта 1919 г. (день исполнения резолюции), в которой говорится следующее: «Просить Губ[ернский] Воен[ный] Комиссариат сделать: распоряжение о возвращении Монастырю церковных ключей и церковных вещей, которые, согласно п[ункту] 2 циркуляра по отделению Церкви от Государства отобранию не подлежат, а также возвратить и братское имущество, так как братия — крещёные татары принадлежат к беднейшему классу населения».
При этом результат данного обращения в документах не прослеживается.